# ROH Respect is Earned
Respect is Earned — мероприятие по профессиональному реслингу с оплатой за просмотр (PPV), организованное Ring of Honor. Это был первый PPV промоушена. Мероприятие произошло 12 мая 2007 года в Манхэттен-центре в Нью-Йорке, и впервые было показано на PPV 1 июля 2007 года.

## Результаты
1. Брент Олбрайт победил Танка Толанда
2. Такеши Моришима победил Би Джей Уитмера и сохранил за собой титул чемпиона мира по ROH
3. Наомити Маруфудзи победил Рокки Ромеро
4. Дэйви Ричардс победил Эрика Стивенса
5. Братья Бриско (Джей и Марк) победили Мэтта Сайдала и Клаудио Кастаньоли и сохранили командные титулы мира
6. Сара Дель Рей победила Дайзи Хейз
7. Эль Дженерико и Кевин Стин выиграли командную схватку над Irish Airborne, Пелле Примо и Митч Франклин, а также Джимми Рэйв и Адам Пирс
8. Родерик Стронг победил Делириуса
9. Брайан Дэниелсон и Такеши Моришима победили Найджела МакГиннесса и КЕНТУ в командном матче мечты.